# Karl Kobelt
Karl Kobelt (San Galo, 1 de agosto de 1891 – Berna, 5 de enero de 1968) fue un político suizo, miembro del Partido Radical Democrático (PRD).
Fue Consejero Federal de 1941 a 1954 y Presidente de la Confederación en 1946 y 1952.

## Biografía
Hijo de un ferroviario postal, era ingeniero civil de profesión y se doctoró en la Escuela Politécnica Federal de Zúrich en 1917. De 1919 a 1933 fue jefe del departamento de regulación de lagos de la Oficina Federal de Gestión del Agua. En 1933 fue elegido miembro del Consejo de Gobierno del cantón de San Galo y dirigió el Departamento de Obras Públicas. A pesar de la crisis económica, pudo gestionar grandes proyectos como la regulación del Rin, la mejora del Linth, el desarrollo de los hospitales y la ampliación de las infraestructuras de transporte. En 1939 fue elegido miembro del Consejo Nacional. Alcanzó el grado de coronel en el ejército suizo.
Karl Kobelt fue elegido miembro del Consejo Federal el 10 de diciembre de 1940, en la quinta votación. El 1 de enero de 1941 asumió la jefatura del Departamento Militar. Durante la Segunda Guerra Mundial permaneció a la sombra del popular general Henri Guisan, que ostentaba un gran poder; su relación era distante y estaba marcada por cierta desconfianza. Tras la guerra, Kobelt recibió el encargo de adaptar la defensa nacional a la nueva situación política y geoestratégica mundial: se abandonó la filosofía del "reducto nacional" en favor de un ejército defensivo móvil que requería una revisión de la organización militar y la compra de material de guerra moderno.
Anunció su dimisión el 5 de noviembre de 1954, que se hizo efectiva el 31 de diciembre de 1954. Tras su dimisión del Consejo Federal, formó parte de los consejos de administración de dos empresas metalúrgicas.